# Iska Geri
Iska Geri (* 28. April 1914 in Stettin; † 10. April 2002 in Berlin; bürgerlich Hildegard Lorenz geb. Priedöhl) war eine deutsche Schauspielerin, Diseuse und Kabarettistin.

## Leben
Als Tochter des Theaterkapellmeisters Alfred Priedöhl (1881–1974) und dessen Ehefrau Irma Kolberg (1892–1955) in Stettin geboren, zog die Familie bald nach ihrer Geburt mit ihr nach Berlin, wo sie aufwuchs. Als sie 14 Jahre alt war, zog die Familie zurück nach Stettin, wo sie das Gesenius-Wegener-Oberlyzeum besuchte. In Stettin besaß ihr Vater eine große Musikalienhandlung.
Sie ging dann wieder nach Berlin, wo sie Gesang studierte und Schauspiel- und Ballettunterricht nahm, nachdem sie bereits als Kind Tanz- und Ballettunterricht erhalten hatte. Sie spielte zunächst bei privaten Theatervereinen, gründete ein Puppentheater und schloss sich dann einer Kabarettgruppe an. Begleitet von ihrem Bruder Wolfgang war sie 1937 erstmals mit Chansons im Berliner Rundfunk zu hören, Willi Schaeffers holte sie 1940 an sein Kabarett der Komiker. 1941 folgte ein Gastspiel an der Scala, außerdem war sie auch auf Schallplatten zu hören. Zum Ende des Zweiten Weltkrieges lebte Geri in Prag, nachdem sie zuvor von den Nationalsozialisten wegen kritischer Äußerungen mit Auftrittsverbot belegt worden war.

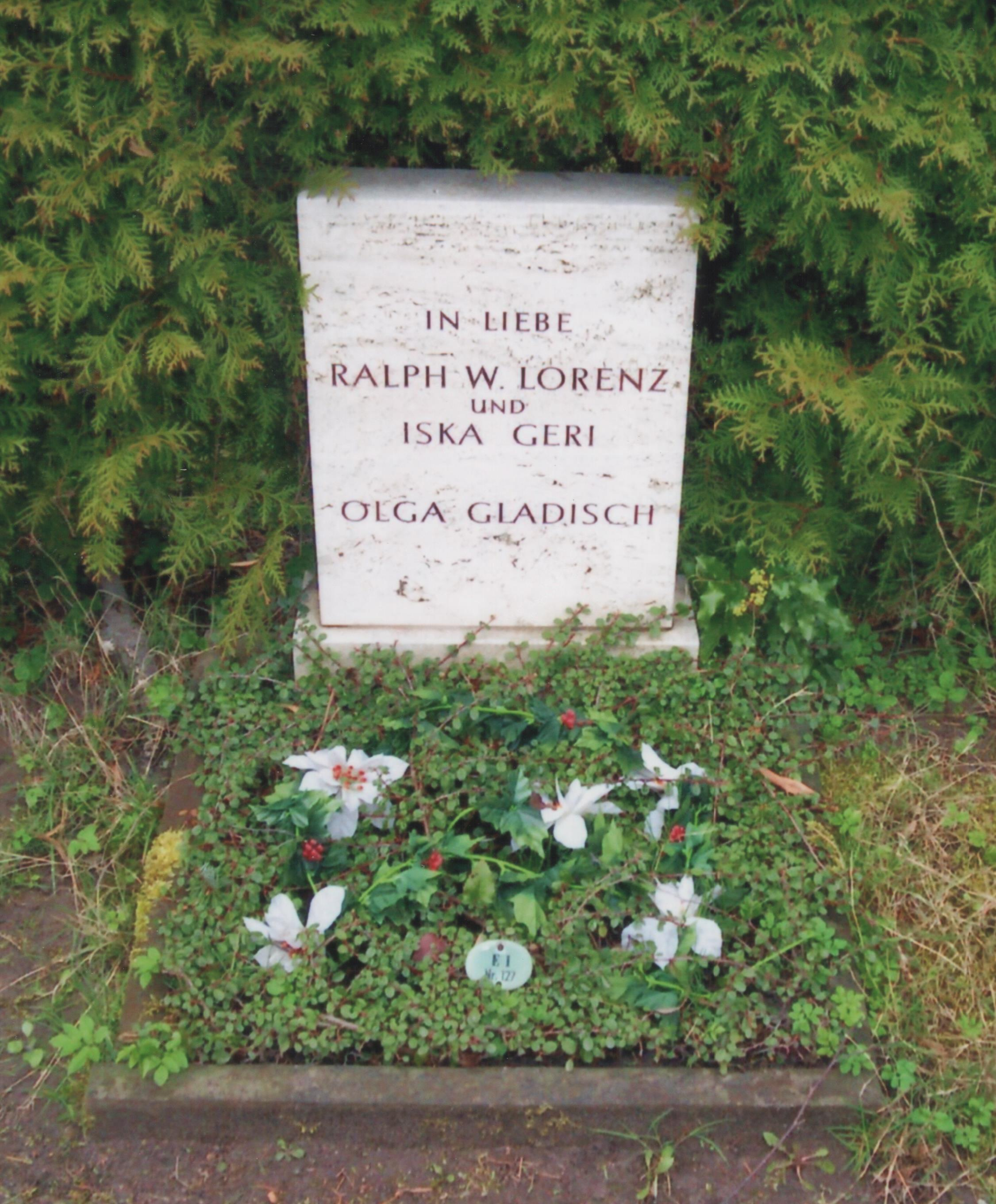
Grabstätte von Geri Iska

An der Seite von Willy Fritsch spielte Iska Geri 1947 in Liebesexpress, der ersten Revue nach dem Krieg, die in einem Zelt auf der Hamburger Moorweide gezeigt wurde. Ab 1949 erhielt Geri die ersten Filmangebote und spielte in Streifen wie Hallo, Fräulein!, Kätchen für alles oder Die verschleierte Maja. Mit Beginn der 1960er Jahre war sie dann auch im Fernsehen regelmäßiger Gast, so in vier Folgen der Hesselbach-Trilogie oder als Oma Haberkorn in der Serie Oma ist noch besser. Später sah man sie in Episodenrollen in Serien wie Alle Hunde lieben Theobald, Beschlossen und verkündet oder Ein Fall für zwei. Ihre letzte Rolle war die der Lisbeth in 11 Folgen der Serie Immenhof.
Daneben spielte Iska Geri weiterhin Theater und ging beispielsweise mit Stücken wie Peer Gynt oder dem Faust auf Tournee. 1979 stand sie sieben Monate en suite in Walter Kollos Operette Wie einst im Mai auf der Bühne des Berliner Theater des Westens. Geri arbeitete auch weiterhin für den Rundfunk und das Kabarett. Nachdem sie eine kurze Zeit mit Gert Fröbe liiert gewesen war, hatte sie 1950 den Komponisten Ralph Werner Lorenz geheiratet, der sie ab der Zeit am Klavier begleitete und Lieder für sie komponierte.
Iska Geri starb kurz vor ihrem 88. Geburtstag in Berlin und wurde am 10. Mai 2002 auf dem Friedhof Wilmersdorf beigesetzt.

## Filmografie (Auswahl)
- 1949: Hallo Fräulein
- 1949: Kätchen für alles
- 1950: Die Dritte von rechts
- 1951: Die verschleierte Maja
- 1952: Das kann jedem passieren
- 1956: Manöverball
- 1957: Monpti
- 1958: Ein Stück vom Himmel
- 1959: Paprika
- 1960: Die Firma Hesselbach – Die Panne
- 1962: Die Familie Hesselbach – Die Festaufführung
- 1962: Die Familie Hesselbach – Die Party
- 1964: Kookie & Co.
- 1964: Unartige Lieder
- 1965: Oma ist noch besser
- 1967: Große Liebe zum kleinen Chanson
- 1967: Wer schmeißt denn da mit Lehm?
- 1967: Herr Hesselbach und ... – Herr Hesselbach und die Kunst
- 1968: Die Pickwickier
- 1968: Auch schon im alten Rom
- 1969: Alle Hunde lieben Theobald – Nelly und der Nervenarzt
- 1970: Eine große Familie
- 1971: Bedenkzeit
- 1971: Tanz-Café (Episode #1.2)
- 1971: Kennzeichen Rosa Nelke
- 1972: Tingeltangel – Tingeltangel oder die „klassische Klamotte“
- 1973: Die Reise nach Mallorca
- 1974: Der Monddiamant (2. Teil)
- 1975: Beschlossen und verkündet – Geisterhände
- 1976: Die Unternehmungen des Herrn Hans – Der Bücherkauf
- 1976: Spannagl & Sohn – Werbung mit Musikk
- 1976: Intermezzo für fünf Hände
- 1978: Unternehmen Rentnerkommune – Der Rentnerrebell
- 1980: Leute wie du und ich
- 1980: Mein Gott, Willi!
- 1982: Mrs. Harris – Ein Kleid von Dior
- 1988: Die Schwarzwaldklinik – Carola will nach oben
- 1990: Willi – Ein Aussteiger steigt ein
- 1990: Kartoffeln mit Stippe
- 1991: Himmelsschlüssel
- 1992: Ein Fall für zwei – Gier
- 1993: Hecht & Haie – Mainhattan
- 1994–1995: Immenhof (11 Folgen als Lisbeth)

## Hörspiele
- 1946: Meine Schwester und ich – Regie: Karl-Heinz Reichel
- 1947: Die Ameisen – Die Entstehung eines europäischen Aberglaubens im Herbst 1947 (Gesang) – Regie: Ludwig Cremer
- 1951: Turandot – Regie: Guy Walter
- 1955: Ein wildgewordenes Saxofon – Regie: Wilhelm Semmelroth
- 1964: Der Mann auf der Insel – Regie: Klaus Groth
- 1984: Der verbotene Garten. Fragmente über D’Annunzio – Regie: Hans Gerd Krogmann
- 1984: Der Marder – Regie: Bernd Lau
- 1987: Ertappt – Regie: Oswald Döpke

## Diskografie (Auswahl)
- Die Anne hat ’nen Mann im Schrank (LP, Electrola)
- Das goldene Operettenarchiv 18 (LP, m. Zarah Leander, Willy Schneider u. a.)
- Sterne ihrer Zeit – Die Großen der Kleinkunst (LP, Polydor Nr. 47819, m. Theo Lingen, Tatjana Sais, Curt Bois u. a.)